# Digi Communications
RCS & RDS S.A. är ett rumänsk telekommunikationsföretag med verksamhet i framförallt sydöstra Europa. De tillhandahåller telefoni, internet och TV och äger även egna TV-kanaler. Deras produkter och tjänster marknadsförs mestadels under namnet Digi. Företaget kontrolleras av Zoltán Teszári.

## Historia
RCS & RDS bildades formellt 2005 genom en sammanslagning av Romanian Cable Systems (grundat 1994) och Romanian Data Systems (grundat 1998). De båda bolagen hade sedan tidigare gemensamma ägare och hade i praktiken fungerat som ett
2003 förvärvades telekombolaget TerraSat. och 2004 förvärvades Astral Telecom och FX Communications. Under 2010-talet har uppköpen fortsatt med Airbites (2010), iLink (2012) och Titan Net (2013).

## Produkter och tjänster

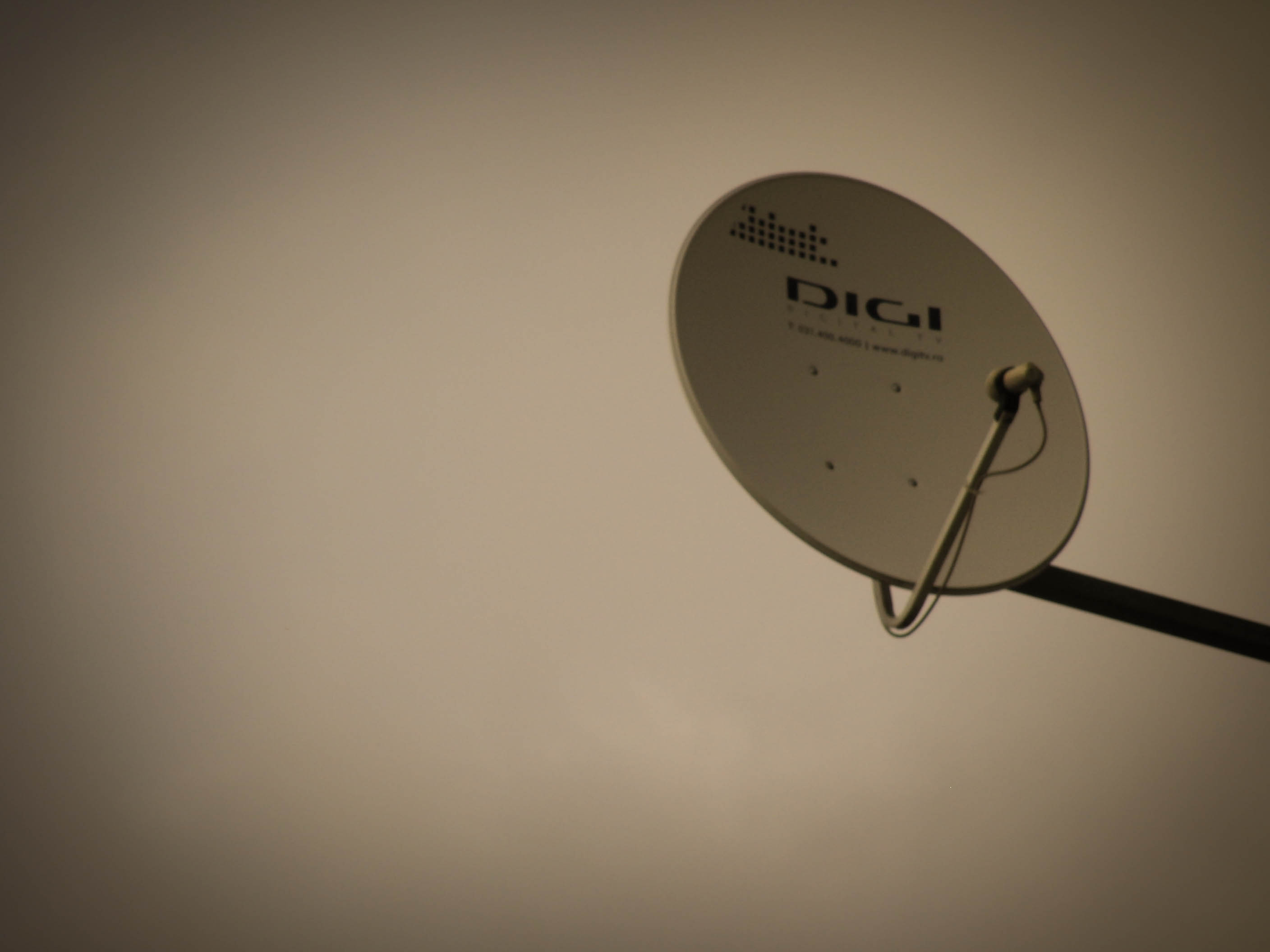
Parabolantenn från Digi TV

RCS & RDS tillhandahåller bredband, fast telefoni, mobiltelefoni via 3G-nät samt distribution av satellit- och kabeltv. Förutom Rumänien har de verksamhet i Ungern, Slovakien, Tjeckien, Serbien, Spanien och Italien.

### Egna TV-kanaler
I Rumänien driver RCS & RDS egna TV-kanaler.
- Digi 24 - nyhetskanal
- Digi Film – filmkanal
- Digi Sport 1 – sportkanal
- Digi Sport 2 – sportkanal
- Digi Sport 3 – sportkanal
- Digi World – dokumentärkanal
- Digi Life – dokumentärkanal
- Digi Animal World – dokumentärkanal
- UTV – musikkanal